# Trebah

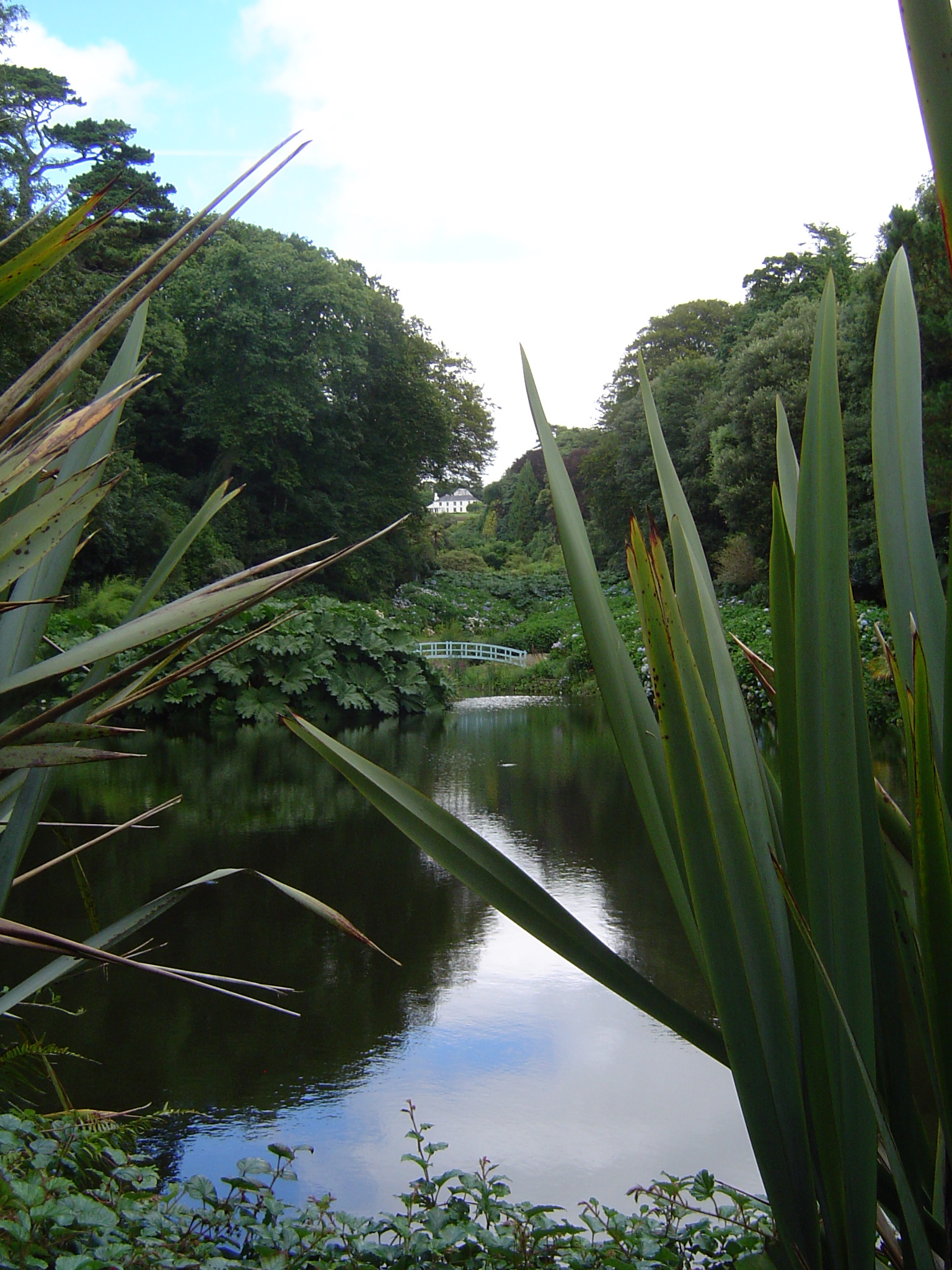
Vista desde el puente nuevo, julio 2005.

Trebah es un jardín botánico subtropical de  26 acres (110,000 m²) situado en Cornualles cerca de Glendurgan Garden, a la orilla del río Helford (SW767273).50°6′14.92″N 5°7′23.69″O / 50.1041444, -5.1232472

## Historia de Trebah
En 1831 fue comprada la finca de Trebah por la familia Fox de Falmouth que construyó el jardín de Glendurgan. Trebah fue diseñado en principio como un jardín de esparcimiento, por Charles Fox, un gran pensador quakero de la "enormidad de la energía creativa", que prestó una atención meticulosa en la colocación exacta de cada árbol en los terrenos. Su yerno, Edmund Backhouse, que continuó el trabajo, llevó esta meticulosidad unos pasos más lejos. 

### Los Hexts
En 1907, Trebah fue comprado por Charles Hawkins Hext y a su muerte en 1917 heredado por su esposa, Alice, que murió en 1939. Entre 1939 y 1981 el jardín cayó en el abandono, puesto que la parte sustancial de la finca de Trebah fue vendida en pequeñas parcelas, uno de las cuales fueron la casa y el jardín.

### La guerra mundial
Durante la Segunda Guerra Mundial, Trebah fue utilizado para usos militares y el asalto de playa de Omaha en Normandía fue preparado en la playa Polgwidden, al pie del jardín de Trebah. 

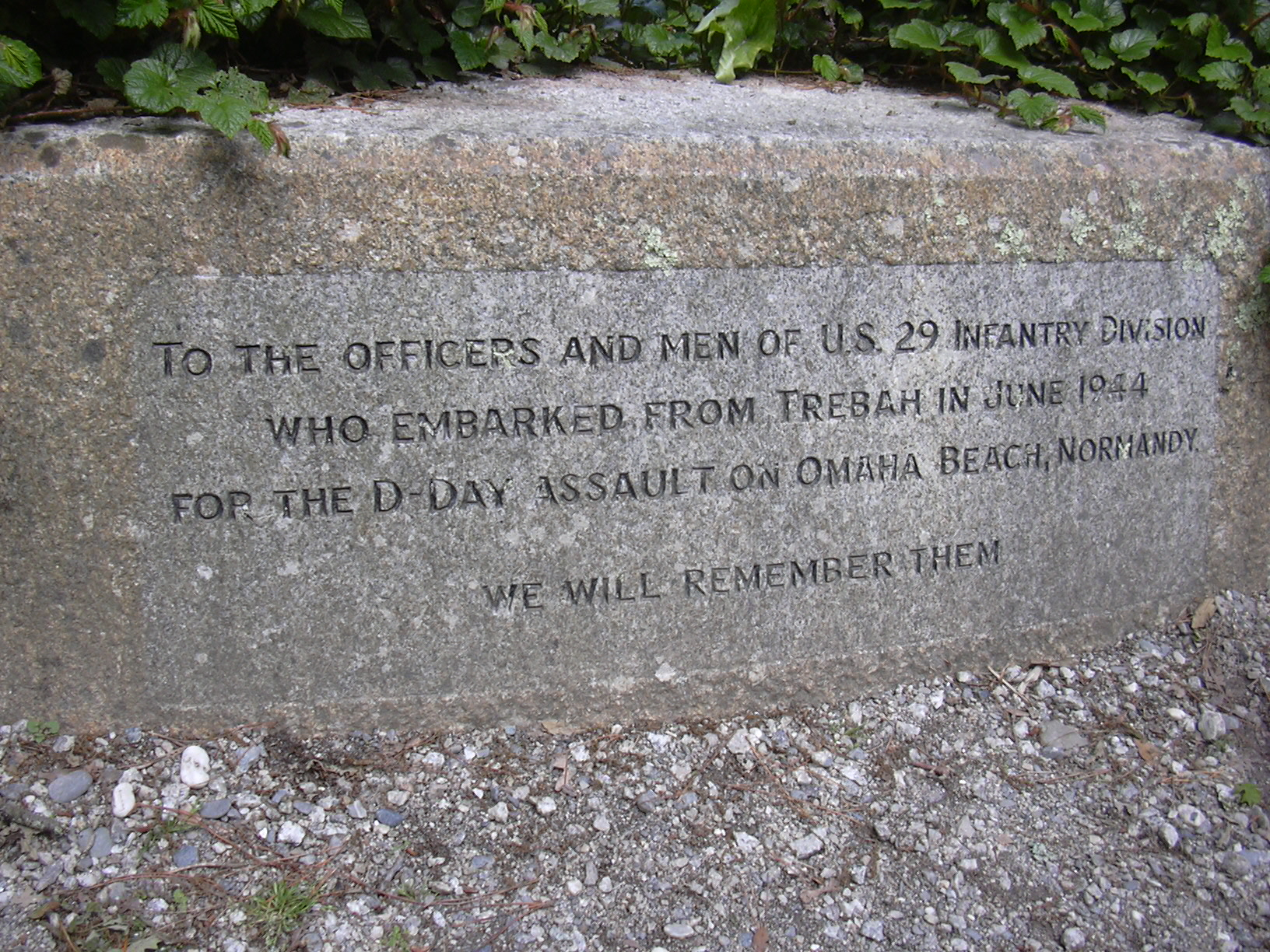
Inscripción en la losa conmemorativa en el pie del jardín de Trebah: "A los oficiales y a los hombres de los EE.UU. 29.ª División de infantería, que se embarcó de Trebah en junio de 1944 para el día D el asalto en la playa de Omaha. En Recuerdo.".

Uno de los dueños siguientes fue Donald Healey, diseñador de  motores de automóvil, que quitó algunas de las estructuras militares en hormigón y construyó una caseta para botes en la playa.

## Desarrollo del jardín por Hibberts
En 1981, en su 64º cumpleaños, el alcalde Tony Hibbert y Eira Hibbert compraron Trebah como su casa de retiro. Fueron persuadidos para dar los primeros tres años de retiro para restaurar el jardín. 

## El «Trust»
El jardín fue abierto al público en 1987 y en 1989 el número de visitantes había alcanzado los 36.000. La familia de Hibbert entonces dio la casa, el jardín y las cabañas al « Trebah Garden Trust » (fondo del jardín de Trebah), una asociación caritativa registrada, para asegurarse de que el jardín se podría preservar para las futuras generaciones.
En el año 2000 el número de visitantes había sobrepasado ya los 105.000 y gracias además a los 1,94 millones de libras de concesión del « Heritage Lottery Fund » y del « Objective One » de Trebah han permitido construir el nuevo "Hibbert Centre", y para reconstruir el "Alice Hext", restaurar los viveros y realizar mejoras en el ajardinamiento.

## Vistas de Trebah

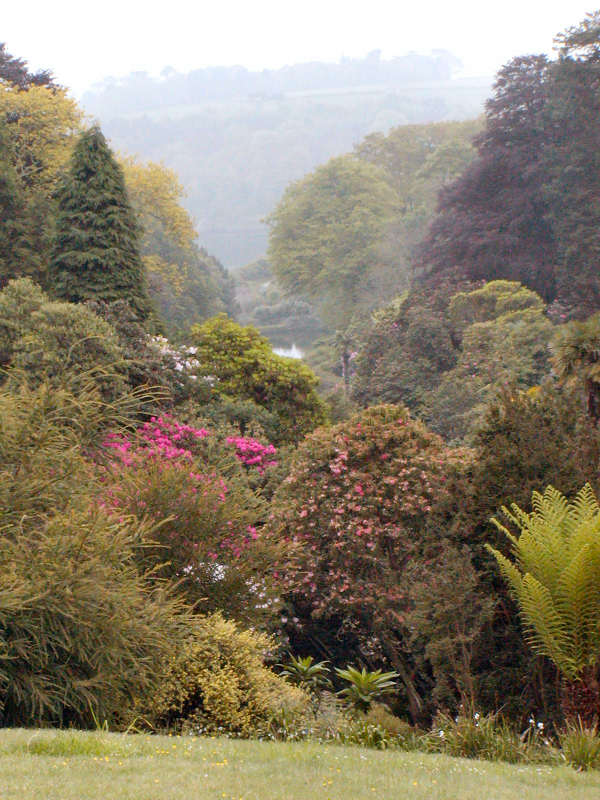
Vista hacia abajo del valle
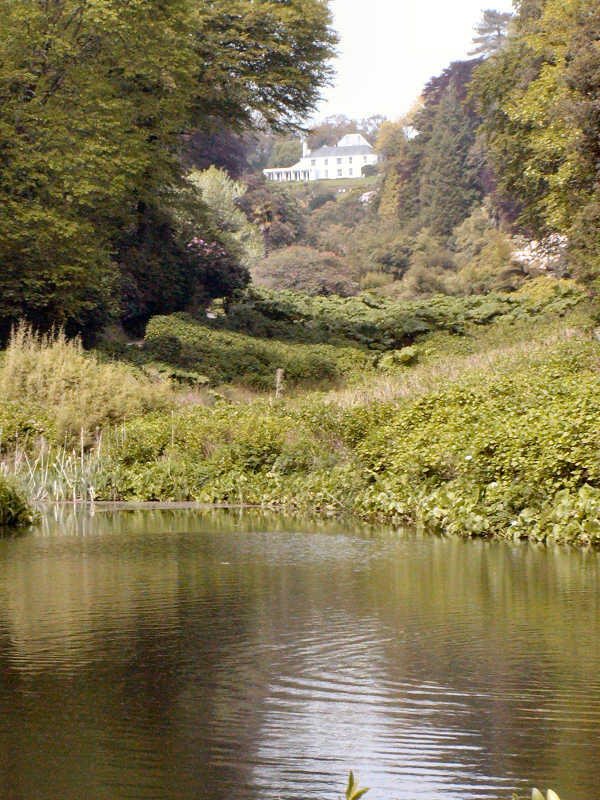
Vista hacia arriba del valle
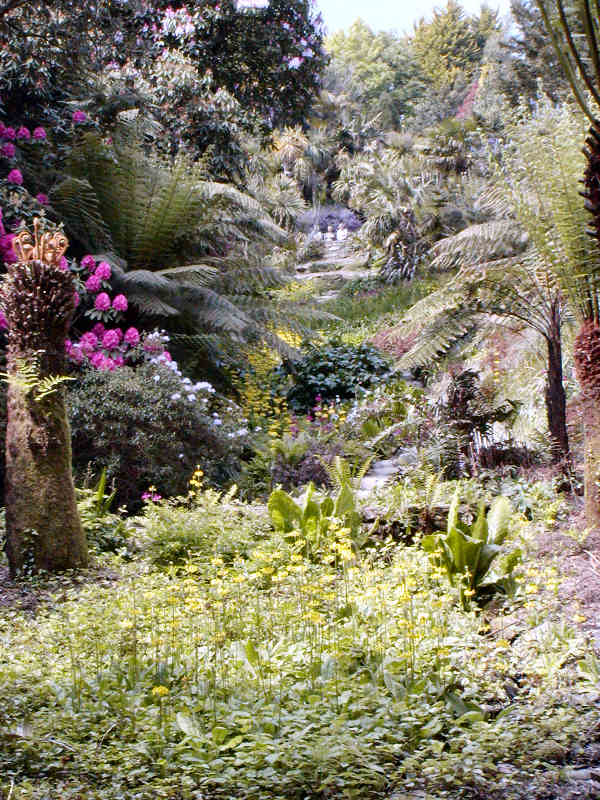
Vista de Trebah
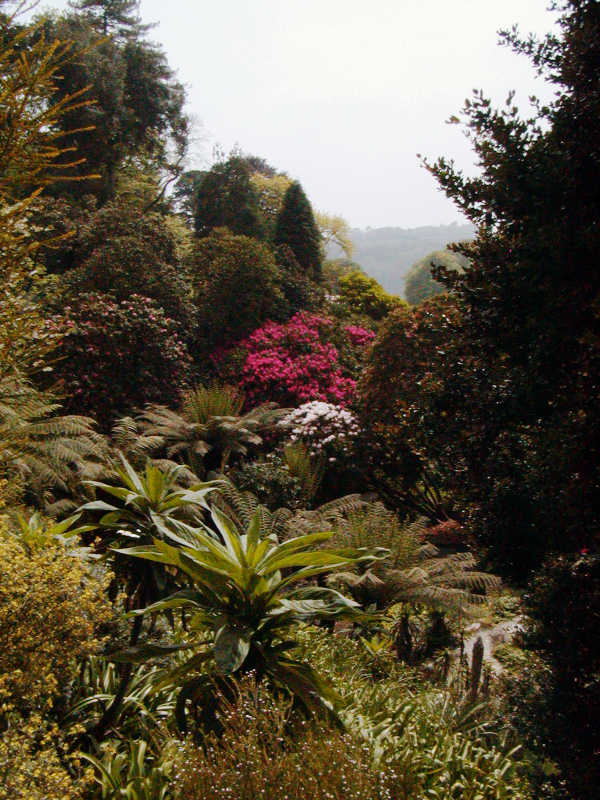
Vista de Trebah
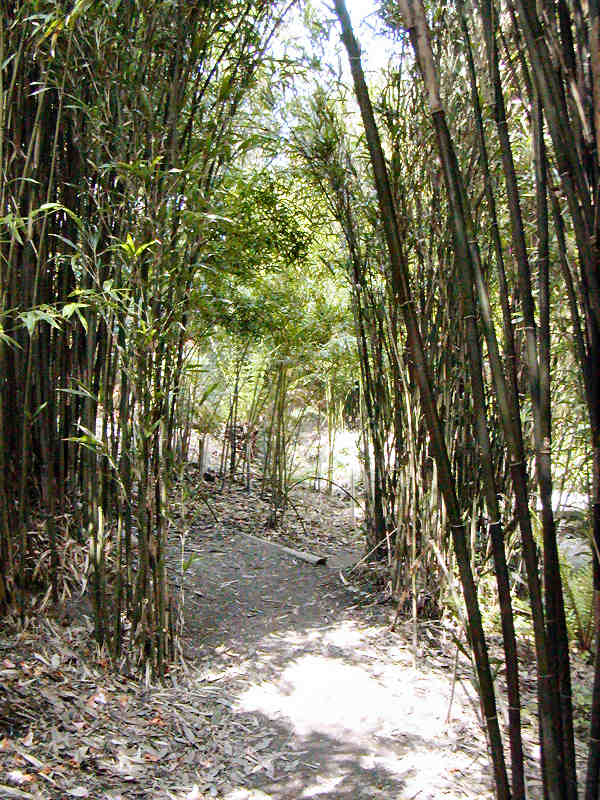
Jardín de Bambú
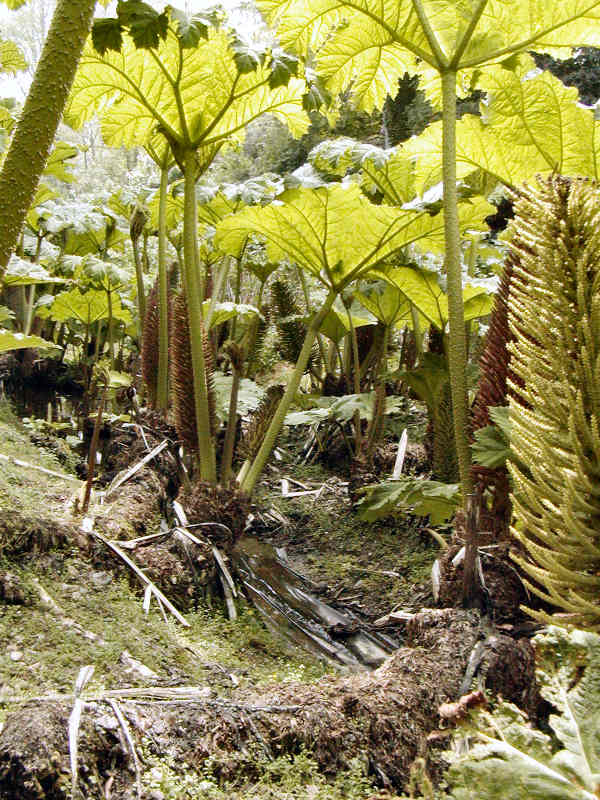
Jungla de Gunnera
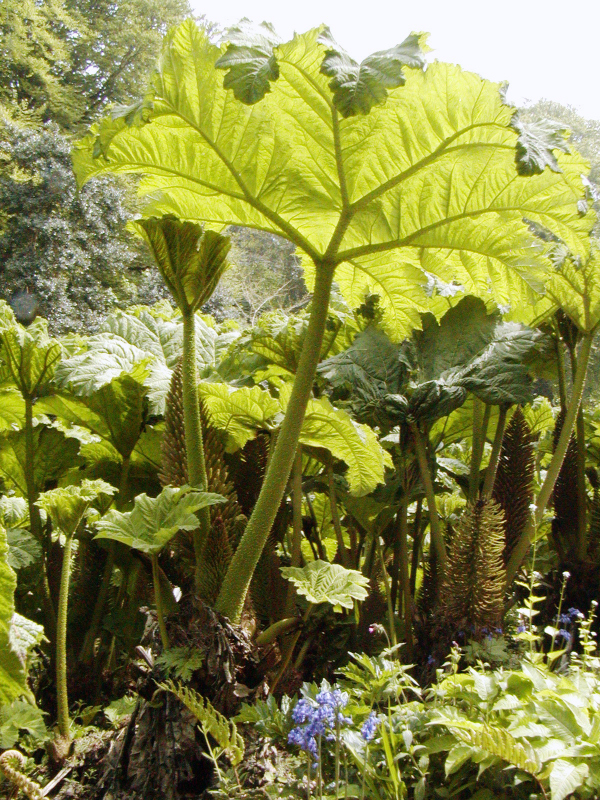
Gunnera de unos 2 m de altura
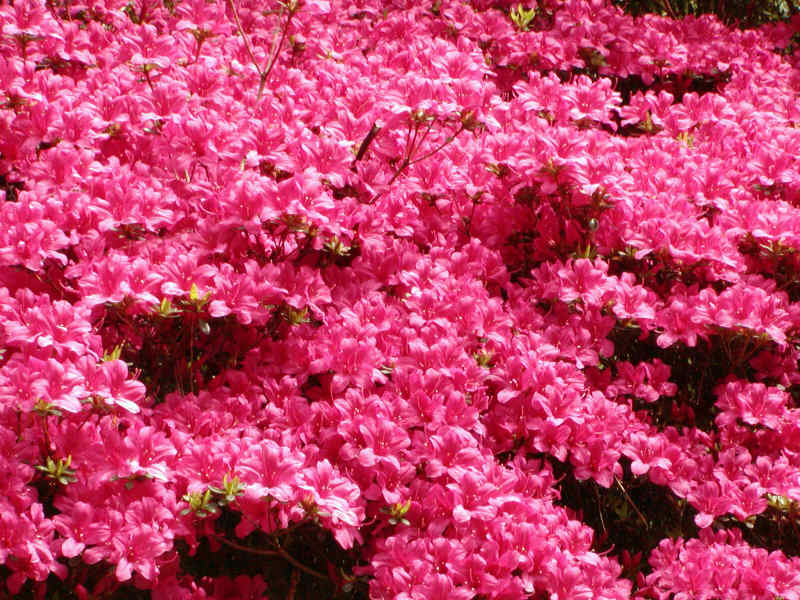
Seto de Rhododendron